# Campeonato Canadiense de Fútbol 2009
El Campeonato Canadiense de Fútbol 2009 fue la segunda edición en la historia del Campeonato Canadiense de Fútbol. Se disputó entre el 6 de mayo y el 18 de junio de 2009. El equipo campeón fue Toronto, que clasificó a la ronda preliminar de la Concacaf Liga Campeones 2009-10.

## Equipos participantes
Los equipos participantes fueron Montreal Impact, Toronto y Vancouver Whitecaps.

## Formato
El torneo tiene a los tres equipos más importantes del fútbol en Canadá, los cuales se enfrentan en un triangular a dos vueltas, y el vencedor clasifica a la ronda preliminar de la Concacaf Liga Campeones 2009-2010.
| Equipo              | Pts. | PJ | PG | PE | PP | GF | GC | Dif. |
| ------------------- | ---- | -- | -- | -- | -- | -- | -- | ---- |
| Toronto             | 9    | 4  | 3  | 0  | 1  | 8  | 3  | +5   |
| Vancouver Whitecaps | 9    | 4  | 3  | 0  | 1  | 5  | 1  | +4   |
| Montreal Impact     | 0    | 4  | 0  | 0  | 4  | 1  | 10 | -9   |

| Fecha       | Lugar                     | Local               | Resultado | Visitante           |
| ----------- | ------------------------- | ------------------- | --------- | ------------------- |
| 6 de mayo   | BMO Field, Toronto        | Toronto             | 1:0       | Vancouver Whitecaps |
| 13 de mayo  | BMO Field, Toronto        | Toronto             | 1:0       | Montreal Impact     |
| 20 de mayo  | Estadio Saputo, Montreal  | Montreal Impact     | 0:2       | Vancouver Whitecaps |
| 27 de mayo  | Estadio Swangard, Burnaby | Vancouver Whitecaps | 1:0       | Montreal Impact     |
| 2 de junio  | Estadio Swangard, Burnaby | Vancouver Whitecaps | 2:0       | Toronto             |
| 18 de junio | Estadio Saputo, Montreal  | Montreal Impact     | 1:6       | Toronto             |

| Campeón Toronto FC |
| 1° título          |